# Starkenberger

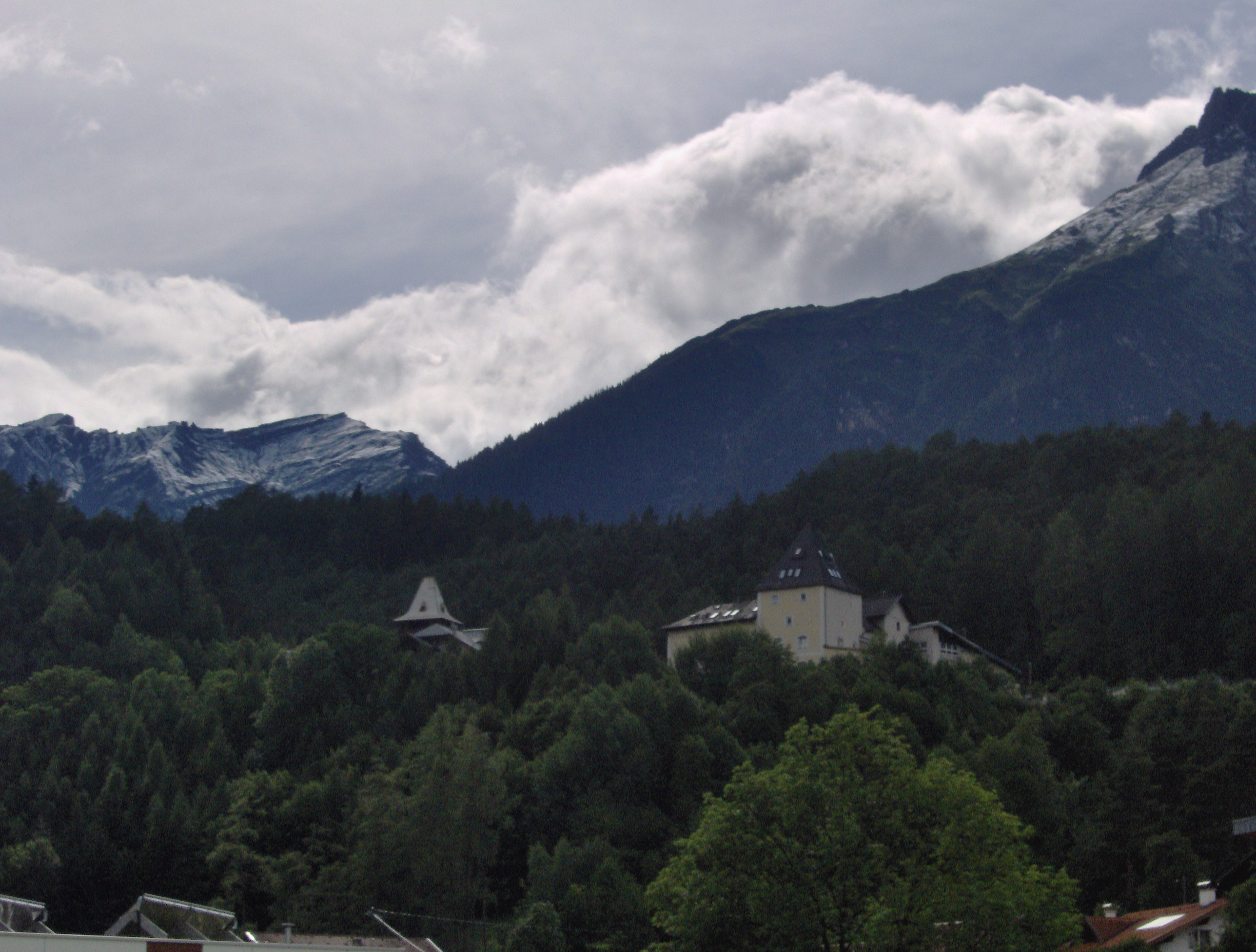
Slot Starkenberg bij Tarrenz

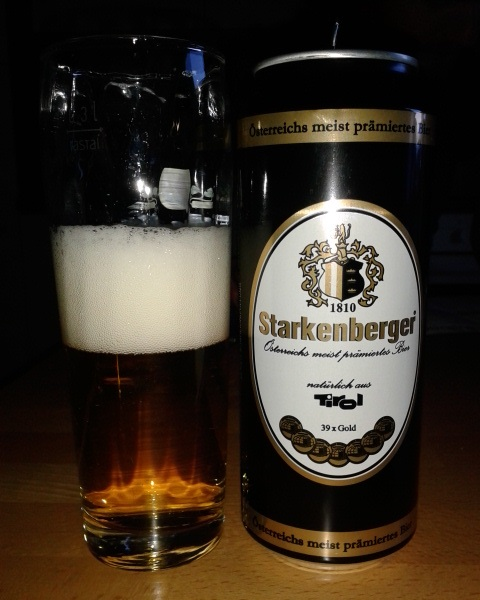
Starkenberger-bier

Starkenberger is een biermerk dat wordt gebrouwen op het slot Starkenberg in Tarrenz in de Oostenrijkse deelstaat Tirol.

## Geschiedenis
De brouwerij op het slot Starkenberg werd opgericht in 1810, nadat de Tiroolse vrijheidsstrijders de laatste Slag bij de Bergisel hadden verloren van het onder Frans bevel staande Beierse leger.
In 1910 produceerde de brouwerij op jaarbasis 10.000 hectoliter bier, in 1972 was deze bierplas gegroeid tot 35.000 hectoliter. In 1985 werd de brouwerij overgenomen door de huidige eigenaren, de familie Amann, die de brouwerij verder moderniseerden. Daardoor behoort Starkenberger tegenwoordig tot de modernste brouwerijen van Oostenrijk.
Het bier wordt er nog steeds volgens de strenge Duitse zuiverheidsrichtlijn met eigen bronwater gebrouwen. De afgelopen dertig jaar heeft de brouwerij voor zijn bier op de Monde Selection, een bierverkiezingswedstrijd, 39 gouden medailles binnengehaald, waarmee het het meest bekroonde bier van Oostenrijk is. Om deze reden adverteert de brouwerij met de leus Starkenberg, Österreichs meist prämiertes Bier.

## Producten
De brouwerij Starkenberg brengt de volgende bieren op de markt:
- Gold Lager
- Gold Spezial
- Gold Spezial Dunkel
- Weißbier Hell (helder witbier)
- Weißbier Dunkel (donker witbier)
- Schlossbräu
- Schloss Pils
- Natur Radler
- Alkoholfrei (alcoholvrij)

Op het slot Starkenberg bevinden zich enkele bierzwembaden.